# Palais archiépiscopal de Malines
Le palais archiépiscopal de Malines est la résidence des archevêques de Malines. Il est situé sur le Wollemarkt de la ville belge de Malines. Datant du XVIIIe siècle, le palais, de style classique, a connu de nombreuses rénovations.

## Historique
Commandé par le cardinal Thomas-Philippe d'Alsace, le palais archiépiscopal est construit entre 1719 et 1741. Le cardinal choisit l'architecte italien Filippo Barigioni (en) pour diriger le projet.
Sur l'emplacement du palais, il y avait à l'origine deux maisons patriciennes qui servaient de refuge à l'abbaye d'Affligem. L'annexion de l'abbaye à l'archidiocèse permet de donner au refuge, avec la maison adjacente, une nouvelle fonction de résidence des archevêques de Malines. Aux xviie et xviiie siècles, les archevêques possèdent également un hôtel particulier à Bruxelles, où ils séjournaient régulièrement.
En 1789, le palais est vendu par l'occupant français comme bien national. L'aile nord et une partie de l'aile est sont démolies, et le reste sert de brasserie. Sous le royaume uni des Pays-Bas, le bâtiment retrouve son ancienne fonction, grâce aux importants travaux de rénovation entrepris entre 1820 et 1823 sous la direction de l'architecte de la cour Charles Vander Straeten.
Après les travaux, l'archevêque Engelbert Sterckx s'installe en 1832 dans le palais archiépiscopal entièrement rénové. Depuis lors, il n'a cessé d'être la résidence des archevêques de Malines.
Le palais est géré depuis 1965 par la province d'Anvers, qui a déjà entrepris de nombreux travaux de rénovation.
En 2010, un portrait du cardinal Godfried Danneels a été dévoilé à l'occasion de ses adieux.